# Melancolia (pel·lícula de 2011)
|  | Per a altres significats, vegeu «Malenconia (desambiguació)». |

Melancolia (títol original en anglès, Melancholia) és un drama apocalíptic de 2011 escrit i dirigit pel director danès Lars von Trier, amb Kirsten Dunst, Charlotte Gainsbourg i Kiefer Sutherland com a actors principals.
La pel·lícula de ciència-ficció se centra en la relació de dues germanes abans i després del previst casament d'una d'elles, i mentre un planeta interestel·lar està a punt de col·lidir contra la Terra. L'obertura de l'òpera Tristany i Isolda de Richard Wagner acompanya gran part de les escenes de la pel·lícula.
Melancholia va ser presentada internacionalment a la 64a edició del Festival de Canes i va provocar un gran escàndol quan, durant la roda de premsa, Lars von Trier va fer unes polèmiques declaracions sobre Adolf Hitler que van tenir com a conseqüència que fos declarat persona non grata pel festival malgrat les seves posteriors disculpes. La pel·lícula, això no obstant, va continuar en competició i l'actriu Kirsten Dunst va guanyar el Premi a la millor interpretació femenina.
Aquesta pel·lícula està doblada al català.

## Argument
La pel·lícula comença amb una seqüència introductòria que combina imatges oníriques dels protagonistes amb imatges de l'espai que mostren una col·lisió en la qual la Terra és absorbida per un planeta molt més gran. La pel·lícula es divideix després en dues parts anomenades Justine i Claire, respectivament, en referència al nom de les dues germanes.
La primera part se centra en el desastrós casament entre Michael i Justine, en el qual els divorciats pares de la núvia mantenen una discussió pública tot posant en evidència les misèries de la desestructurada família. Justina, que té cada cop més dubtes sobre el matrimoni, esdevé melancòlica, no s'entén amb la seva germana Claire i s'enfada amb el seu patró abans d'acabar abandonant la festa. Al pati, s'adona que una estrella brilla amb més força que d'habitud i John, el marit de Claire, li explica que es tracta d'Antares, la qual més endavant desapareix de la constel·lació estel·lar. Al final de la festa el nuvi li dona a entendre a Justine que després dels incidents ocurreguts no es pot imaginar el matrimoni.
La segona part se centra en la visita de Justine al matrimoni de Claire i John, que tenen un petit fill anomenat Leo. Visiblement víctima d'una forta depressió, Justine no té forces per portar a terme les activitats quotidianes més elementals com menjar o prendre un bany, per a les quals necessita l'ajuda de la seva germana. A poc a poc, el seu estat va millorant.
John, que és aficionat a l'astronomia, descobreix que la desaparició d'Antares es deu al fet que l'estrella ha quedat eclipsada pel planeta interestel·lar Melancholia, que segons la comunitat científica passarà molt a prop de la Terra, però sense col·lidir.
Claire esdevé histèrica en estar convençuda que el final de la Terra és imminent. Això no obstant, quan el moment de la veritat arriba, sembla que les previsions de John eren les correctes, ja que Melancholia passa sense que els dos planetes arribin a tocar-se. L'alegria, però, dura poc perquè Melancholia retorna, dirigint-se ara directament contra la Terra.
Claire troba el cadàver de John a l'estable, que ha decidit suïcidar-se a base de pastilles en descobrir la veritat. Sense comunicar la mort a Justine i Leo, Claire pretén salvar la vida de tots tres fugint però Justine, que ara ha esdevingut absolutament calma i indiferent als esdeveniments, li intenta fer entendre l'esterilitat de l'empresa. La relació entre les dues germanes s'ha invertit i és Claire qui necessita ara el suport emocional i psicològic de Justine.
Un improvisat cercle màgic construït per Justine ha de protegir presumptament el grup de l'ocàs. Això no obstant, la inexorable col·lisió té lloc posant un abrupte final a la vida i a la Terra.

## Repartiment
| Intèrpret            | Personatge | Veu en català       |
| -------------------- | ---------- | ------------------- |
| Kirsten Dunst        | Justine    | Núria Trifol        |
| Charlotte Gainsbourg | Claire     | Marta Barbarà       |
| Alexander Skarsgård  | Michael    | Oriol Rafel         |
| Charlotte Rampling   | Gaby       | Aurora Garcia       |
| Stellan Skarsgård    | Jack       | Joan Carles Gustems |
| Kiefer Sutherland    | John       | Juan Antonio Bernal |

## Producció
Aquesta pel·lícula va ser rodada amb càmeras Arri Alexa, utilitzant també un VANT (Vehicle Aeri No Tripulat), comunament anomenat Dron, Phantom. El format de la pel·lícula es digital, rodada en 35 mm y amb una relació d'aspecte de 2.35:1.
Els exteriors de la pel·lícula varen ser rodats a Suècia, al sur de la ciutat de Goteborg, al Castell de Tjolöholm.

## Premis i nominacions

### Premis
- 2011. Premi a la interpretació femenina per Kirsten Dunst, 64a edició del Festival de Canes.
- 2011. Millor pel·lícula als Premis del Cinema Europeu[8]
- 2011. Millor fotografia per Manuel Alberto Claro als Premis del Cinema Europeu
- 2011. Millor disseny de producció per Jette Lehmann als Premis del Cinema Europeu

### Nominacions
- 2011. Palma d'Or en la 64a edició del Festival de Canes.
- 2011. Millor actriu per Charlotte Gainsbourg als Premis del Cinema Europeu
- 2011. Millor actriu per Kirsten Dunst als Premis del Cinema Europeu
- 2011. Millor director per Lars von Trier als Premis del Cinema Europeu
- 2011. Millor guió per Lars von Trier als Premis del Cinema Europeu
- 2011. Millor edició per Molly Marlene Stensgaard als Premis del Cinema Europeu
- 2012. Gaudí a la millor pel·lícula europea
- 2012. Goya a la millor pel·lícula europea